# Víctor Fernández Durán
Víctor Fernández Durán (Valladolid, 9 de noviembre de 2007), más conocido como Víctor Jr., es un futbolista mediocentro que juega en el Levante U. D. de la Primera División de España.

## Trayectoria
Canterano del Real Valladolid, hijo de Víctor Fernández, exjugador del mismo club. Fue formándose hasta llegar al Real Valladolid Club de Fútbol Promesas.
El 4 de julio de 2024 se hizo de forma oficial su fichaje por el juvenil a del club "granota".
Su debut oficial fue contra la UD Almería el 29 de septiembre de 2024 entrando en el minuto 80 cuando el equipo azulgrana ya iba ganando por 4 a 2.

### Selección nacional
El 6 de septiembre de 2023, Fernández debutó con la Selección de España sub-17 para dos amistosos contra Marruecos.

## Clubs
| Club                                    | País   | Año       |
| --------------------------------------- | ------ | --------- |
| Real Valladolid Club de Fútbol Promesas | España | 2023-2024 |
| Atlético Levante U. D.                  | España | 2024-act. |
| Levante U. D.                           | España | 2024-act. |